# Puerto Naos
Puerto Naos (também conhecido coloquialmente como Porto Naos) é uma localidade costeira pertencente ao município de Los Llanos, na ilha de La Palma, nas Canárias. Encontra-se junto à praia homónima, sendo juntamente com Los Cancajos um dos centros turísticos mais importantes da ilha.

## História
A origem de Puerto Naos, tal como os núcleos próximos de La Bombilla, El Remo ou La Playa de Los Guirres, no litoral do Vale de Aridane, encontra-se em situação de défice de trabalhadores dos bananais sem terra, ocupando de modo permanente as zonas  conhecidas popularmente como "da marinha”. Consequentemente. os habitantes destas localidades viviam fundamentalmente da pesca e da cultura da bananeira.
Durante a Guerra Fria, o exército dos Estados Unidos construiu aqui uma base para a deteção de submarinos ao largo da localidade.
Nos anos 1980, a população começou-se a encaminhar para segundas residências, e para o turismo, sobretudo após a inauguração do Hotel Sol em 1990.

### Erupção de 2021

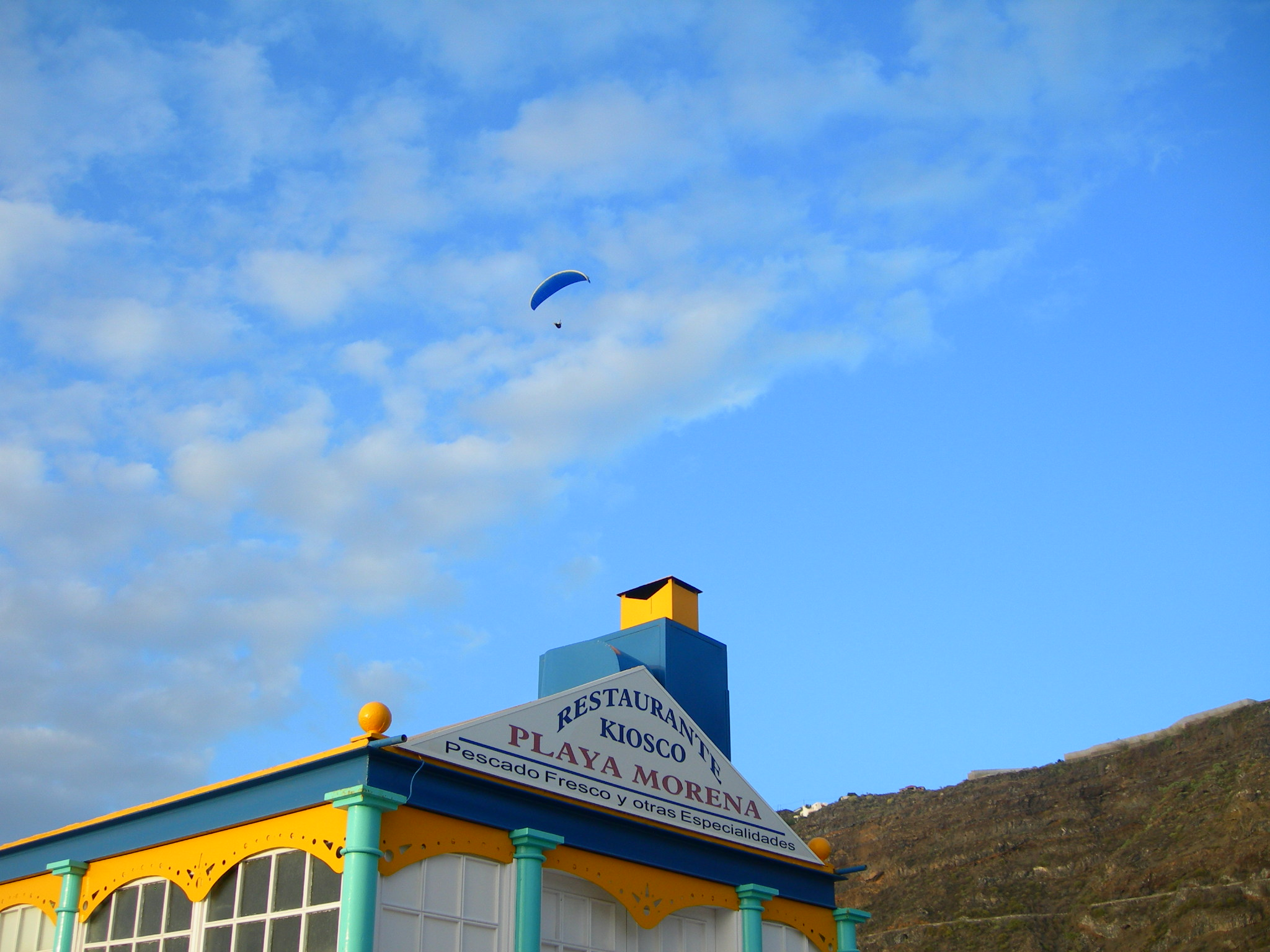
Parapente aterrando em Porto Naos

A 19 de setembro de 2021, todos os habitantes da localidade, assim como os turistas que ali se encontravam alojados, tiveram que ser evacuados preventivamente, devido à erupção que se iniciara a poucos quilómetros da localidade, no pinhal conhecido como Cabeza de Vaca. Na quarta-feira, 22 de setembro, a estrada de acesso a partir de Todoque ficou soterrada pela escoada de lava que avançava para a costa.

## Praia
A praia tem 400 m de comprimento, e uma largura de 10, sendo constituída por gravilha e areia escura. Tem boas condições de banho, com ondulação moderada, estando dotada de bons equipamentos, estacionamento e acessos para deficientes.
As atividades que a rodeiam incluem parapente, mergulho e gastronomia. O parapente leva a Puerto Naos numerosos eventos e competições, destacando-se o Desafio Ilha de La Palma.

## Demografia
| 2000 | 2001 | 2002 | 2003 | 2004 | 2005 | 2006 | 2007 | 2008 | 2009 | 2010 | 2011 |
| ---- | ---- | ---- | ---- | ---- | ---- | ---- | ---- | ---- | ---- | ---- | ---- |
| 737  | 852  | 871  | 921  | 853  | 874  | 849  | 848  | 877  | 914  | 941  | 979  |